# Rue Édouard-Vaillant
La rue Édouard-Vaillant, est un axe de communication de Bondy,.

## Situation et accès
Cette rue est desservie par la gare de Bondy, la gare des Coquetiers et la gare de tramway La Remise à Jorelle sur la ligne 4 du tramway d'Île-de-France.
Elle croise notamment l'avenue de la République, l'avenue Carnot et l'avenue Rouget-de-Lisle.

## Origine du nom

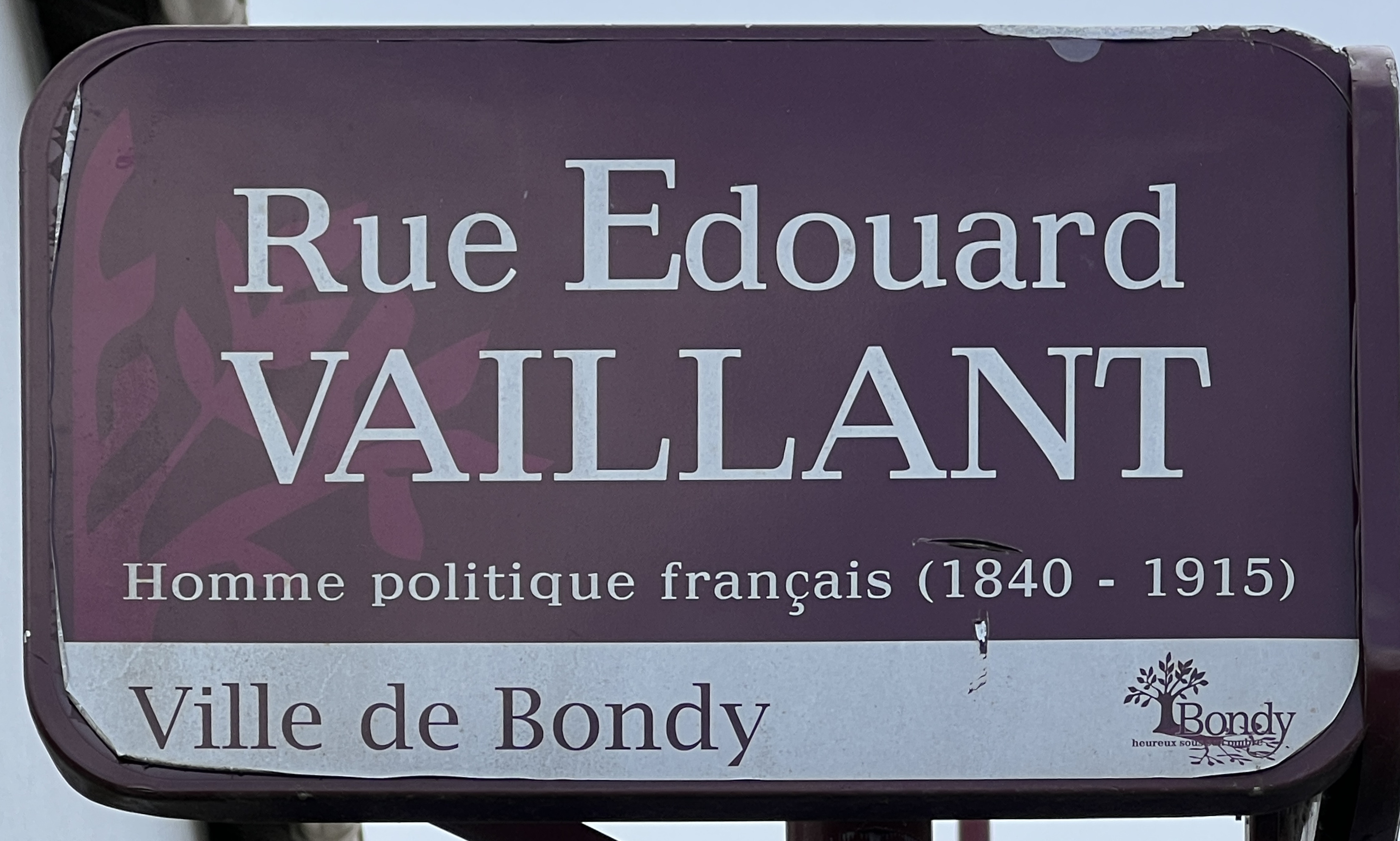
Plaque de la rue.

Le nom de cette rue rend hommage à Édouard Vaillant (1840-1915), homme politique socialiste français et communard.
Son ancien éponyme, rue du Chêne-Rond, subsiste toutefois dans des appellations locales

## Historique
En octobre 2000, des fouilles archéologiques menées devant les no 43 à 49 mirent au jour des objets divers, céramiques et bols remontant approximativement à l'âge du bronze final (1800 ans av. J.-C.).
Comme de nombreuses voies de communications de la ville renommées entre 1920 et 1924 pour des motifs politiques et sociaux, cette rue prend sa nouvelle appellation en 1921.

## Bâtiments remarquables et lieux de mémoire
- Église Saint-Augustin-des-Coquetiers, construite en 1932[7]
- Aux no 129-131, un pavillon et son atelier datant de 1913, œuvres de l’architecte Max Bressy, et qui témoignent de l’artisanat de Bondy au XXe siècle[8].
- On y comptait après la Première Guerre mondiale plusieurs sociétés industrielles, notamment les Ateliers de Bondy, la scierie Rauscher, l’entreprise Egrot et Grangé et les Fonderies Modernes de l’Automobile.

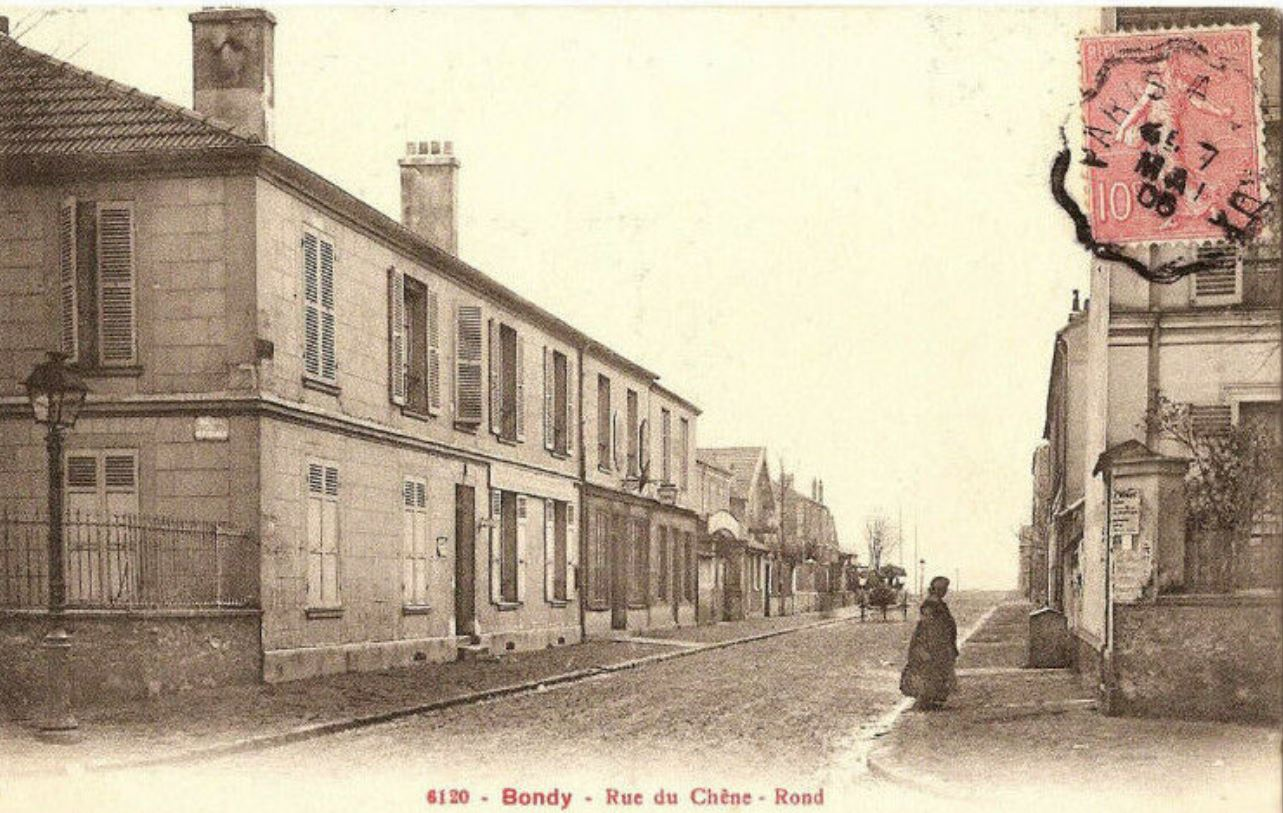
La rue du Chêne-Rond.
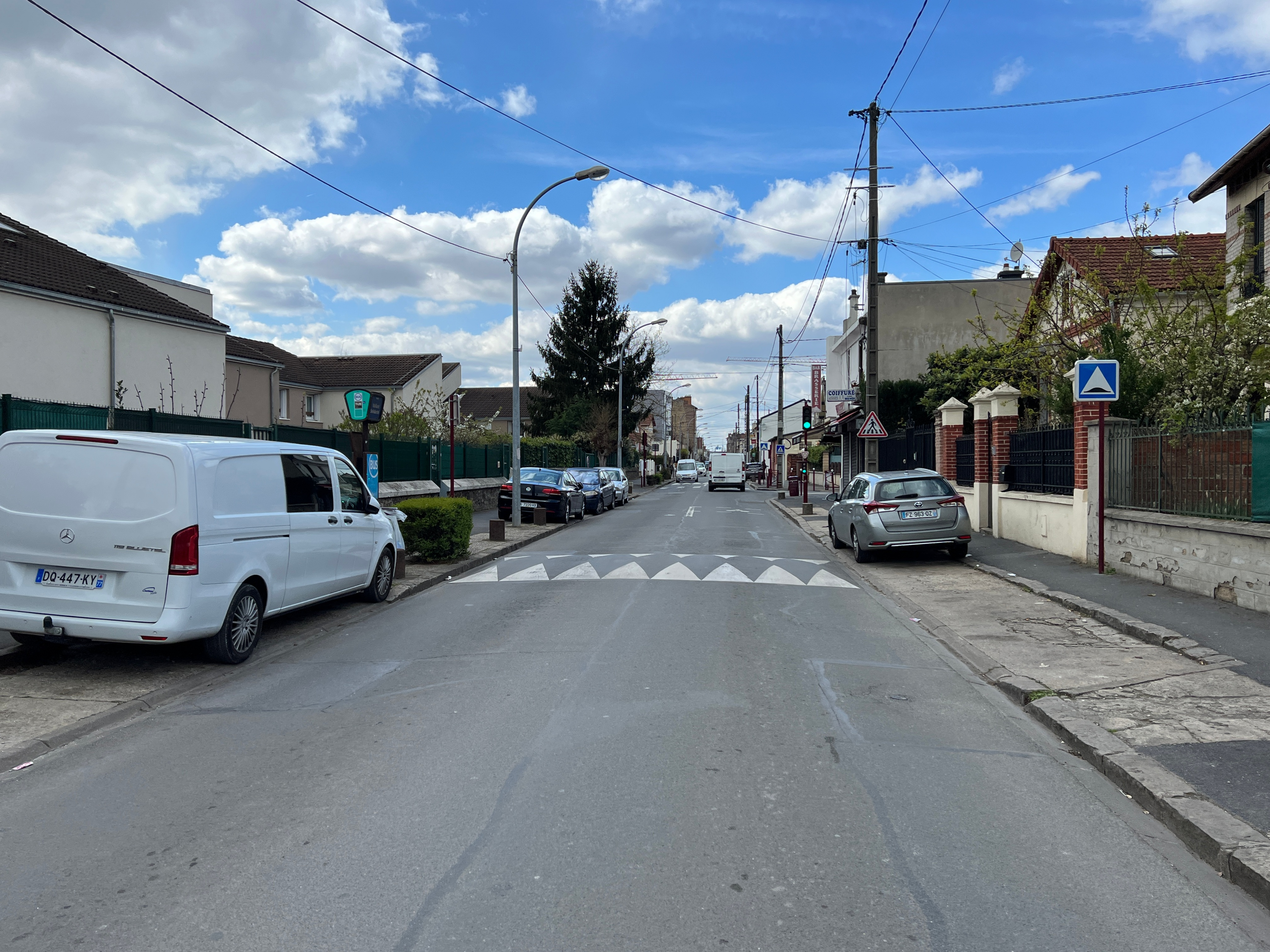
La rue en avril 2022.
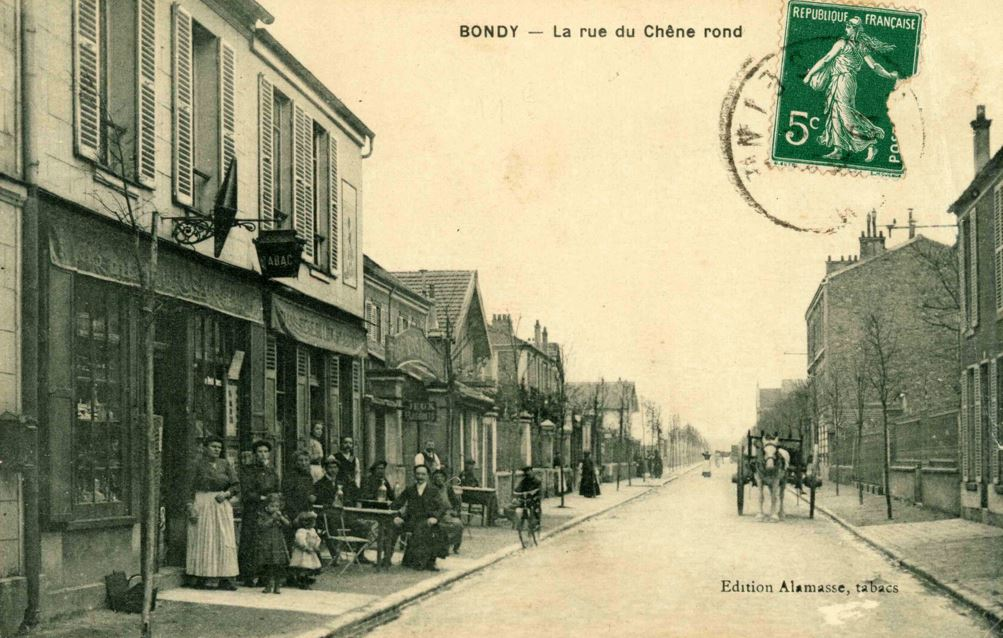
La rue du Chêne-Rond, du côté de la rue Roger-Salengro.